# ハーグ陸戦条約
ハーグ陸戦条約（ハーグりくせんじょうやく）は、1899年にオランダ・ハーグで開かれた第1回万国平和会議において採択された「陸戦ノ法規慣例ニ関スル条約（英: Convention respecting the Laws and Customs of War on Land, 仏: Convention concernant les lois et coutumes de la guerre sur terre）」並びに同附属書「陸戦ノ法規慣例ニ関スル規則」のこと。戦時国際法に関するハーグ条約の一つであり、1907年の第2回万国平和会議やジュネーヴ条約等で改定・拡張され、今日に至る。ハーグ陸戦協定、ハーグ陸戦法規などとも言われる。
交戦者の定義や、宣戦布告、戦闘員・非戦闘員の定義、捕虜・傷病者の扱い、使用してはならない戦術、降服・休戦などが規定されているが、現在では各分野においてより細かな別の条約にその役割を譲っているものも多い。
日本においては、1911年（明治44年）11月6日批准、1912年（明治45年）1月13日に陸戰ノ法規慣例ニ關スル條約として公布された。この条約が批准国の軍の行動を直接に規制するかどうかは、他の条約と同様、その国の法制度による。条約の国内法的効力を直接には認めず、それに応じた個々の国内法の制定による受容（変型という）をもって初めて有効となる国であっても、条約を批准し発効した場合、違反があったときには、少なくとも国家としては国内法を援用して国際法上の責任を免れることは出来ない。

## ハーグ陸戦条約と使用禁止兵器
23条1項では「毒、または毒を施した兵器の使用」を禁じている。また、同条5項では「不必要な苦痛を与える兵器、投射物、その他の物質を使用すること」を禁じている。しかし「不必要な苦痛」の明確な定義がないため、曖昧なものとなっている。

## 記名調印国一覧
1899年条約
（米州） -
- アメリカ合衆国
- エルサルバドル[注釈 3]
- ペルー[注釈 4]
- ウルグアイ[注釈 5]
- グアテマラ[注釈 5]
- ホンジュラス[注釈 5]
- コロンビア[注釈 6]
- ベネズエラ[注釈 6]

（欧州） -
- イギリス
- イタリア王国
- オーストリア＝ハンガリー帝国
- オランダ
- ギリシャ王国
- スウェーデン＝ノルウェー
- スペイン
- セルビア王国
- デンマーク
- ドイツ帝国

- フランス共和国
- ブルガリア公国
- ベルギー
- ポルトガル王国
- モンテネグロ公国
- ルーマニア王国
- ルクセンブルク
- オスマン帝国
- ロシア帝国

（亜州） -
- シャム
- 日本
- ペルシア帝国
- 大韓帝国[注釈 3]

（計32カ国＝原加盟国24カ国＋追加加盟国8カ国）
1907年条約
（米州） -
- アメリカ合衆国
- アルゼンチン
- エクアドル
- キューバ
- グアテマラ
- コロンビア
- エルサルバドル
- チリ
- ドミニカ共和国
- ニカラグア

- ハイチ
- パナマ
- パラグアイ
- ウルグアイ
- ブラジル
- ベネズエラ
- ペルー
- ボリビア
- メキシコ

（欧州） -
- イギリス
- イタリア王国[注釈 7]
- オーストリア＝ハンガリー帝国
- オランダ
- ギリシャ王国
- スイス
- スウェーデン
- スペイン
- セルビア王国
- デンマーク
- ドイツ帝国[注釈 8]

- ノルウェー
- フランス共和国
- ブルガリア公国
- ベルギー
- ポルトガル王国
- モンテネグロ公国
- ルーマニア王国
- ルクセンブルク
- オスマン帝国[注釈 9]
- ロシア帝国[注釈 10]

（亜州） -
- シャム
- 日本[注釈 8]
- ペルシア帝国
- 中華民国[注釈 11]

（計44カ国＝原加盟国43カ国＋追加加盟国1カ国）

## 条約
注:本節は条約及び附属書の条文（参考文献及び外部リンク）をなぞって現代文に改めたものである。省略したものにはその旨表記した。

### 前文
（要約）人類の福利と文明の要求から戦時における法規慣例を締約し、戦争の惨害を制限することを目的に条約を採用すると宣言する。また条約が存在しなかったり失効した場合においても人道の法則、公共の良心を基とした国際法の原則を保護し、その支配の下に立つことを確認する（いわゆるマルテンス条項）と宣言する。

### 陸戦ノ法規慣例ニ関スル条約
- 第1条:締結国はその陸軍軍隊に対し、本条約に付属する陸戦の法規慣例に関する規則に適合する訓令を発すること。
- 第2条:第1条に掲げた規則及び本条約の規定は、交戦国が悉く本条約の当事者であるときに限り、締結国間にのみこれを適用する。
- 第3条:前記規則の条項に違反した交戦当事者は、損害ある時は賠償の責を負うべきものとする。交戦当事者はその軍隊を構成する人員の全ての行為に対して責任を負う。
- 第4条:本条約が正式に批准された際には、1899年の条約に代わるべきものとする。ただし、1899年の条約は本条約に記名しながら批准をしない諸国間の関係においては依然効力を有する。
- 第5条:本条約はなるべく速やかに批准しなければならない。（詳細略）
- 第6条:記名国でない諸国は本条約に加盟できる。（詳細略）
- 第7条:（批准国における効力発生条文につき 略）
- 第8条:締結国が本条約を破棄するときはオランダ政府にその旨書面で通告しなければならない。オランダ政府は、直ちに通告書の認證謄本をそのほかの諸国に送付し、かつその通告書を受理した日を通知すること。

破棄はその通告書がオランダ政府に到達した時点から一年後、通告した国に対してのみ効力を生じる。
- 第9条:オランダ外務省が帳簿を管理する。（詳細略）

## 条約付属書

### 陸戦ノ法規慣例ニ関スル規則

#### 第一款 交戦者

##### 第一章 交戦者の資格
- 第1条:戦争の法規、権利、義務は正規軍にのみ適用されるものではなく、下記条件を満たす民兵、義勇兵にも適用される。
  1. 部下の責任を負う指揮官が存在すること。
  2. 遠方から識別可能な固著の徽章を着用していること[注釈 12]。
  3. 公然と兵器を携帯していること。
  4. その動作において、戦争法規を遵守していること。
- 第2条:未だ占領されていない地方の人民でありながら、敵の接近にあたり第1条に従って編成する暇なく、侵入軍隊に抗敵するため自ら兵器を操る者が公然と兵器を携帯し、かつ戦争の法規慣例を遵守する場合はこれを交戦者と認める。
- 第3条:交戦当事者の兵力は、戦闘員及び非戦闘員をもってこれを編成することができ、敵に捕らえられた場合は二者ともに等しく俘虜の扱いを受ける権利を有する。

##### 第二章 俘虜
- 第4条:俘虜は敵の政府の権内に属し、これを捕らえた個人、部隊に属するものではない。

俘虜は人道をもって取り扱うこと。
俘虜の身に属すものは兵器、馬匹、軍用書類を除いて依然その所有であること。
- 第5条:俘虜は、一定の地域外に出られない義務を負わせて都市、城塞、陣営その他の場所に留置できる。但し、やむを得ない保安手段として、かつ該当手段を必要とする事情の継続中に限って幽閉できる。
- 第6条:国家は将校を除く俘虜を階級、技能に応じ労務者として使役することができる。その労務は過度でなく、一切の作戦行動に関係しないものでなければならない。（詳細略）
- 第7条:政府はその権内にある俘虜を給養すべき義務を有する。

交戦者間に特別な協定がない限り、俘虜は糧食、寝具及び被服に関し、これを捕らえた政府の軍隊と対等の取り扱いを受けること。
- 第8条:俘虜はそれを捕らえた国の陸軍現行法律、規則、命令に服従すべきものとする。不服従の場合、必要なる厳重手段を施すことができる。

逃走した俘虜がその所属する軍に達する前、またはこれを捕らえた軍の占領地域外に出る前に再度捕らえられた場合は懲罰に付される。
逃走完遂後、再度俘虜となった場合、先の逃走に対しては何ら罰を受けることはない。
- 第9条:俘虜はその氏名および階級について訊問を受けたときは、事実をもって答えるべきものとする。もしこの規定に背いたときは、階級に応じた俘虜待遇を減殺されることがある。
- 第10条:俘虜はその本国の法律がこれを許す時は、宣誓の後解放されることがある。この場合においては本国政府および俘虜を捕えた政府に対し、名誉を賭してその制約を厳密に履行する義務を有する。

前項の場合において、俘虜の本国政府はこれに対しその宣誓に違反する勤務を命じ、またはこれに服するとの申し出を受諾できないものとする。
- 第11条:俘虜は宣誓解放の受諾を強制されることなく、また敵の政府は宣誓解放を求める俘虜の請願に応じる義務はない。
- 第12条:宣誓解放を受けた俘虜であって、その名誉を賭して宣誓を行った政府またはその政府の同盟国に対して兵器を操って再び捕えられた者は、俘虜の取扱を受ける権利を失うべく裁判に付されることがある。
- 第13条:新聞の通信員および探訪者並びに酒保用達人等の様な直接に軍の一部ではない従軍者で、敵の権内に陥り敵においてこれを抑留することが有益であると認められる者は、その所属陸軍官憲の証明書を携帯する場合に限り俘虜の取扱を受ける権利を有する。
- 第14条:各交戦国は戦争開始の時より、また中立国は交戦者をその領土に収容した時より俘虜情報局を設置する。情報局は捕虜に関する一切の問い合わせに答える任務を持ち、俘虜の留置、移動、宣誓、解放、交換、逃走、入院、死亡に関する事項、その他各俘虜に関して各々票を作成補修する為に必要な通報を各担当の官憲より受けるものとする。（後略）
- 第15条:慈善行為の媒介者たる目的をもって自国の法律に従い、正式に組織された俘虜救恤協会（中略）の代表者は、各自陸軍官憲より免許状の交付を受け、かつ該当官憲の定めた秩序及び風紀に関する一切の規律に服従すべき旨書面をもって約束した上で、俘虜収容所及び送還俘虜の途中休憩所において救恤品を分与することが許される。
- 第16条:情報局は郵便料金の免除を受ける。俘虜宛て、またはその俘虜が発した信書、郵便為替、有価物件及び小包郵便物については差出国、名宛国及び通過国において一切の郵便料金を免除される。（後略）
- 第17条:俘虜将校は、その抑留されている国の同一階級の将校が受ける同額の俸給を受けることができる。俸給はその本国政府より償還されなければならない。
- 第18条:俘虜は陸軍官憲の定めた秩序及び風紀に関する規律に服従すべきことを唯一の条件として、その宗教の遵行に付き一切の自由を与えられ、その宗教上の礼拝式に参列することができる。
- 第19条:俘虜の遺言は内国陸軍軍人と同一の条件をもってこれを領置し、または作成する。

俘虜の死亡証明に関する書類及び埋葬に関してもまた同一の規則に遵い、その階級及び身分に相当する取扱いをしなければならない。
- 第20条:平和克復の後はなるべく速やかに、俘虜をその本国に帰還させなければならない。

##### 第三章 傷病者
- 第21条:病者及び傷者の取扱いに関する交戦者の義務はジュネーヴ条約による。

#### 第二款 戦闘

##### 第一章 害敵手段、攻囲、砲撃
- 第22条:交戦者は害敵手段の選択につき、無制限の権利を有するものではない。
- 第23条:特別の条約により規定された禁止事項のほか、特に禁止するものは以下の通り。
  1. 毒、または毒を施した兵器の使用。
  2. 敵の国民、または軍に属する者を裏切って殺傷すること。
  3. 兵器を捨て、または自衛手段が尽きて降伏を乞う敵兵を殺傷すること。
  4. 助命しないことを宣言すること。
  5. 不必要な苦痛を与える兵器、投射物、その他の物質を使用すること。
  6. 軍使旗、国旗その他の軍用の標章、敵の制服またはジュネーヴ条約の特殊徽章を濫りに使用すること。
  7. 戦争の必要上、やむを得ない場合を除く敵財産の破壊または押収。
  8. 相手当事国国民の権利及び訴権の消滅、停止または裁判上不受理を宣言すること。

交戦者はまた相手当事国の国民を強制して本国に対する作戦行動に加わらせることができない。戦争開始前その役務に服していた場合といえどもまた同じ。
- 第24条:戦時中、敵国に関する情報を得るために必要な手段を講じることは、許されるものと考える。
- 第25条:防守されていない都市、集落、住宅または建物は、いかなる手段によってもこれを攻撃または砲撃することはできない。
- 第26条:攻撃軍隊の指揮官は、強襲の場合を除いて、砲撃を始めるに先立ちその旨官憲に通告するため、施せるだけの一切の手段を尽くさなければならないものとする。
- 第27条:攻囲及び砲撃を行うにあたっては、宗教、技芸、学術、慈善の用途に使用されている建物、歴史上の記念建造物、病院、傷病者の収容所は、同時に軍事目的に使用されていない限り、これに対しなるべく損害を与えない為の必要な一切の手段を取らなければならないものとする。攻囲された側は識別し易い徽章をもって建物または収容所を表示する義務を負う。前述の徽章は予めこれを攻囲者に通告すること。
- 第28条:都市、その他の地域は突撃によって奪取された場合といえども、略奪を禁止する。

##### 第二章 間諜
- 第29条:交戦者の作戦地域内において、敵勢力に通諜する意志をもって、隠密に、または虚偽の申告の下に行動して、情報の蒐集をしようとする者を間諜とする。故に、変装せずに、軍人として情報収集の為、敵軍の作戦地域内に侵入した者は間諜と認めない。軍人であるか否かに係わらず、自軍または敵軍宛の通信を伝達する任務を公然と執行する者も間諜と認めない。
- 第30条:間諜の現行犯は裁判を経て罰しなければならない。
- 第31条:所属する軍勢に復帰後に捕らえられた間諜は、俘虜として取り扱い、復帰前の間諜行為を罪に問うことはできない。

##### 第三章 軍使
- 第32条:交戦者の一方が他方との交渉を行うため、白旗を掲げて来た者を軍使と規定する。軍使、及び、それに随従する喇叭手、鼓手、旗手、通訳は不可侵権を有す。
- 第33条:軍使を差し向けられた部隊長は必ずしもこれを受ける義務は無いものとする。

部隊長は、軍使が軍情を探知する為にその使命を利用することを防ぐ一切の必要な手段を取ることができる。
不可侵権の濫用があった場合、部隊長は軍使を一時抑留できる。
- 第34条:軍使が背信の行為を教唆し、または自らがそれを行うため、その特権ある地位を利用した証跡が明確であるときは、その不可侵権を失う。

##### 第四章 降伏規約
- 第35条:当事者間に協定された降伏規約には軍人の名誉に関する例規を斟酌すべきものとする。規約確定後は当事者双方においてこれを厳密に遵守すべきものとする。

##### 第五章 休戦
- 第36条:休戦は、交戦当事者間の合意をもって作戦行動を停止するものとする。期間の指定なき時は、交戦当事者は、いかなる時点においても再び交戦を開始する事が可能である。ただし、休戦条件に順じ、所定の時期にその旨を通告すべきものとする。
- 第37条:休戦は、全般的、もしくは部分的に行うことを可能とする。前者は、交戦国の作戦動作を停止し、後者は特定地域において交戦軍のある部分間を停止するものとする。
- 第38条:休戦は正式、かつ適当な時期に当該の官憲および軍隊に通告する。通告の直後、または、所定の時期に戦闘行為を停止する。
- 第39条:休戦条項中に、戦地における交戦者と人民、人民相互の関係を盛り込むことは当事者に一任する。
- 第40条:当事者の一方的な休戦規約の重大な違反があった場合、他方は規約廃棄の権利を有するのみならず、緊急の場合においては即時に戦闘を開始することも許される。
- 第41条:個人が自己の意志をもって休戦条約に違反した時は、その違反者の処罰の要求と行為による損害が存在した場合はその賠償の請求する権利のみが生ずる。

#### 第三款 敵国の領土における軍の権力
- 第42条:一地方が事実上敵軍の権力内に帰したときは占領されたものとする。

占領はその権力を樹立し、かつこれを行使できる地域をもって限度とする。
- 第43条:国の権力が事実上占領者の手に移った上は、占領者は絶対的な支障がない限り、占領地の現行法律を尊重して、なるべく公共の秩序及び生活を回復確保する為、施せる一切の手段を尽くさなければならない。
- 第44条:交戦者は、占領地の人民を強制して相手の軍またはその防御手段についての情報を供与させることはできない。
- 第45条:占領地の人民は、敵国に強制的に忠誠の誓いを為さしめられることはない。
- 第46条:家の名誉及び権利、個人の生命、私有財産ならびに宗教の信仰及びその遵行を尊重しなければならない。

私有財産は没収できない。
- 第47条:略奪はこれを厳禁とする。
- 第48条:占領者が占領地において国の為に定められた租税、賦課金及び通過税を徴収するときは、なるべく現行の賦課規則によって徴収しなければならない。この場合において占領者は国の政府が支弁した程度において、占領地の行政費を支弁する義務があるものとする。
- 第49条:占領者が占領地において前条に掲げた税金以外の取立金を命じることは、軍または占領地行政上の需要に応じる場合に限るものとする。
- 第50条:人民に対しては、連帯の責任があると認めることができない個人の行為のために、金銭上その他の連座罰を科すことはできない。
- 第51条:取立金はすべて総指揮官の命令書により、かつその責任をもっておこなうものでなければこれを徴収することができない。取立金はなるべく現行の租税賦課規則によりこれを徴収しなければならない。

一切の取立金に対しては納付者に領収書を交付しなければならない。
- 第52条:現品徴発及び課役は、占領軍の需要の為でなければ市区町村または住民に対してこれを要求できない。徴発及び課役は地方の資力に相応し、かつ人民がその本国に対する作戦行動に加わるような義務を負わない性質のものであること。

前掲の徴発及び課役は占領地方に於ける指揮官の許可を得なければこれを要求できない。
現品の供給に対してはなるべく即金にて支払い、それができない場合には領収書をもってこれを証明し、かつなるべく速やかにこれに対する支払いを履行しなければならないものとする。
- 第53条:一地方を占領した軍は、国の所有に属する現金、基金及び有価証券、貯蔵兵器、輸送材料、在庫品及び糧秣その他すべて作戦行動に役立つ国有動産のほかは、これを押収することができない。

海上法によって支配される場合を除き、陸上、海上及び空中において報道の伝送または人もしくは物の輸送の用途に提供される一切の機関、貯蔵兵器、その他各種の軍需品は、私人に属するものといえどもこれを押収することができる。但し平和克復後にこれを還付し、かつこの賠償を決定しなければならないものとする。
- 第54条:占領地と中立地とを連結する海底電線は、絶対的に必要ある場合でなければこれを押収し、または破壊することはできない。海底電線は平和克復に至ってこれを還付し、かつこの賠償を決定しなければならないものとする。
- 第55条:占領地は敵国に属し、かつ占領地に在る公共建物、不動産、森林及び農場に付いては、その管理者及び用益権者であるに過ぎないものであると考慮し、これら財産の基本を保護し、かつ用益権者の法則によってこれを管理しなければならない。
- 第56条:市区町村の財産ならびに国に属するものといえども宗教、慈善、教育、技芸及び学術の用途に提供される建設物は私有財産と同様にこれを取扱うこと。

前述の様な建設物、歴史上の記念建造物、技芸及び学術上の製作品を故意に押収、破壊または毀損することはすべて禁止され、かつ訴追されるべきものとする。

## 注記
陸戦ノ法規慣例ニ関スル条約（1899年条約、1907年条約）第2条は「交戦国が悉く本条約の当事者である」ことを求めており（いわゆる総加入条項）、第二次世界大戦における当条約を解釈するさいについては注意が必要である。2条の総加入条項を有効とした判決として東京高判S47.11.28。また地裁判決では「イタリアを初めとする幾つかの交戦国が加入していなかった（･･･略）したがって、総加入条項を満たしていない以上、第二次世界大戦について、ハーグ陸戦条約の適用はないといわざるを得ない」との判示がある。
黒崎将広によれば、国際法学の学説状況においてはマルテンス条項は総加入条項を実質的に無効化させるとの論が主流であるが、この学説の大本はJames Brown Scott（1915）にさかのぼれるが、Scottの主張を裏付ける典拠は何ら示しておらず、田岡良一（1939）や田中忠(1977)が疑義を提示しているほか、Antonio Cassese(2001)からは起草過程を根拠とした有力な反論が存在している。黒崎の検討によれば起草者の国際法観念においては総加入条項がマルテンス条項により無意味化されることはなく、起草者にとっては2者は法的に相対立するような規定ではなかったとする。しかし後の学者がその歴史的性質を看過（見落と）し、今日の我々が想起する、実際に国家を規制する国際法として理解したからではないかと論じる。